# Zentrierte Quadratzahl

25 Kugeln in Form ineinandergeschachtelter Quadrate

Eine zentrierte Quadratzahl ist eine Zahl, die die Summe zweier aufeinander folgender Quadratzahlen ist. Beispielsweise ist {\displaystyle 13=4+9=2^{2}+3^{2}} eine zentrierte Quadratzahl. Die ersten zentrierten Quadratzahlen sind
1, 5, 13, 25, 41, 61, 85, 113, 145, 181, 221, … (Folge A001844 in OEIS)
Eine zentrierte Quadratzahl beziffert eine Anzahl von Steinen, so dass ein Stein in der Mitte so von weiteren Steinen umgeben ist, dass diese ein Quadrat bilden.
|         |          |           |           |
| 1 Stein | 5 Steine | 13 Steine | 25 Steine |

Die n-te zentrierte Quadratzahl ZQₙ berechnet sich nach der Formel
{\displaystyle ZQ_{n}=2n^{2}-2n+1}

## Beziehungen zu anderen figurierten Zahlen

### Dreieckszahlen
Die {\displaystyle n}-te zentrierte Quadratzahl ist eine ungerade Zahl, die um eins größer ist als das Vierfache der {\displaystyle (n-1)}-ten Dreieckszahl.
{\displaystyle ZQ_{n}=1+4\Delta _{n-1}=1+4\cdot {\frac {n(n-1)}{2}}}

Jede {\displaystyle n}-te zentrierte Quadratzahl lässt sich auch als Summe von vier Dreieckszahlen mit drei aufeinander folgenden Indizes erzeugen:
{\displaystyle ZQ_{n}=\Delta _{n-2}+2\Delta _{n-1}+\Delta _{n}={\frac {(n-2)(n-1)}{2}}+2\cdot {\frac {(n-1)n}{2}}+{\frac {n(n+1)}{2}}}

Außer der 1 ist keine zentrierte Quadratzahl auch eine Dreieckszahl.

### Quadratzahlen
Jede zentrierte Quadratzahl ist die Summe zweier aufeinander folgender dezentraler Quadratzahlen. Dies wird offensichtlich, wenn man die Berechnungsformel für die zentrierten Quadratzahlen umstellt.
{\displaystyle 2n^{2}-2n+1=(n-1)^{2}+n^{2}}
Auch an dem einer zentrierten Quadratzahl zugrundeliegenden Muster lässt sich dieser Sachverhalt erkennen:
Einige zentrierte Quadratzahlen sind auch Quadratzahlen, wie zum Beispiel 25, 841, 28561 und 970225. Diejenigen Zahlen, welche sowohl zentrierte Quadratzahlen als auch dezentrale Quadratzahlen zugleich sind, entstehen auf folgende Weise:
{\displaystyle (P_{2n-1})^{2}=ZQ({\tfrac {1}{2}}P_{2n-1}+{\tfrac {1}{2}}P_{2n-2}+{\tfrac {1}{2}})={\tfrac {1}{2}}\cosh[(2n-1)\operatorname {arsinh} (1)]^{2}}
Die abgebildete Formel gilt für alle natürlichen Zahlen n ∈ ℕ. Dabei steht Pₙ für die Zahl in der Pell-Folge an n-ter Stelle.

### Vierte Potenzen
Das Produkt zweier aufeinander folgender zentrierter Quadratzahlen ergibt immer den Nachfolger vom Vierfachen einer vierten Potenz:
{\displaystyle ZQ_{n}\times ZQ_{n+1}=(2n^{2}-2n+1)[2(n+1)^{2}-2(n+1)+1]=}
{\displaystyle =(2n^{2}-2n+1)(2n^{2}+2n+1)=4n^{4}+1}

## Unendliche Summen
Die unendliche Summe von den Kehrwerten der zentrierten Quadratzahlen ist elementar darstellbar:
{\displaystyle \sum _{n=1}^{\infty }{\frac {1}{ZQ_{n}}}=\sum _{n=1}^{\infty }{\frac {1}{2n^{2}-2n+1}}={\frac {\pi }{2}}\tanh {\bigl (}{\frac {\pi }{2}}{\bigr )}}
Ebenso können die folgenden unendlichen Summenausdrücke elementar dargestellt werden:
{\displaystyle \sum _{n=1}^{\infty }{\frac {1}{ZQ_{n}^{2}}}={\frac {\pi }{2}}\tanh {\bigl (}{\frac {\pi }{2}}{\bigr )}-{\frac {\pi ^{2}}{4}}\operatorname {sech} {\bigl (}{\frac {\pi }{2}}{\bigr )}^{2}}
{\displaystyle \sum _{n=1}^{\infty }{\frac {1}{ZQ_{n}^{3}}}={\frac {3\pi }{4}}\tanh {\bigl (}{\frac {\pi }{2}}{\bigr )}-{\frac {3\pi ^{2}}{8}}\operatorname {sech} {\bigl (}{\frac {\pi }{2}}{\bigr )}^{2}-{\frac {\pi ^{3}}{8}}\tanh {\bigl (}{\frac {\pi }{2}}{\bigr )}\operatorname {sech} {\bigl (}{\frac {\pi }{2}}{\bigr )}^{2}}

## Primzahlen und teilbare Zahlen
Im Vergleich zu den Quadratzahlen, die stets zusammengesetzt sind, gibt es in der Folge der zentrierten Quadratzahlen auch einige Primzahlen. Die ersten primen zentrierten Quadratzahlen lauten wie folgt:
5, 13, 41, 61, 113, 181, 313, 421, 613, 761, 1013, … (Folge A027862 in OEIS).
Denn alle Teiler von komplett allen zentrierten Quadratzahlen sind Nachfolger von Vielfachen von Vier. Deswegen kann jede teilbare zentrierte Quadratzahl auf mindestens zwei verschiedene Weisen als Summe zweier dezentraler Quadratzahlen dargestellt werden. Diese Tatsache basiert auf der Brahmagupta-Identität und auf dem Zwei-Quadrate-Satz von Pierre de Fermat.

## Abwandlungen und Verallgemeinerungen
Im Folgenden sind die wichtigsten abgewandelten Zahlenfolgen aufgelistet:
- Die zentrierten Dreiecks-, zentrierten Fünfeck- und zentrierten Sechseckszahlen.
- Die dezentralen Quadrat- und Sechseckszahlen bzw. die Polygonalzahlen.
- Oktaederzahlen sind die Summen der ersten zentrierten Quadratzahlen (sh. Figurierte Zahl).